# NGC 517

NGC 517

NGC 517 هي مجرة، في كوكبة الحوت. اكتشفت في 5 مايو 1883.

## روابط خارجية
- NGC 517 على موقع ويكي سكاي: DSS2, SDSS, GALEX, IRAS, Hydrogen α, X-Ray, Astrophoto, Sky Map, Articles and images